# Oghamstein von Kilmurvy

Oghamstein von Kilmurvy

Der Oghamstein von Kilmurvy steht im Townland Kilmurvy (irisch Cill Mhuirbhigh) bei Kilronan auf der Aran-Insel Inishmore im County Galway in Irland.
Der Oghamstein befindet sich neben den Souvenirläden, die am Beginn des Aufstiegs zum Steinfort Dún Aonghasa oder Dun Aengus liegen. Der etwa 2,0 m hohe schlanke, abgewitterte Stein trägt eine weitgehend erhaltene Oghaminschrift. 
Ogham ist die früheste Schriftform in Irland. Sie wurde zwischen dem 4. und 9. Jahrhundert n. Chr. verwendet. Das Alphabet besteht aus einer Reihe von Strichen entlang einer Kante eines Steins. Ogham-Inschriften wurden geschnitzt, um jemandes zu gedenken.